# Nordhouse
Nordhouse település Franciaországban, Bas-Rhin megyében. Lakosainak száma 1729 fő (2022. január 1.). Nordhouse Erstein, Eschau, Hipsheim, Limersheim és Plobsheim községekkel határos.

## Népesség
A település népességének változása:
| Lakosok száma | 1726 | 1737 | 1748 | 1734 | 1737 | 1740 | 1739 | 1736 | 1729 |
|               | 2013 | 2015 | 2016 | 2017 | 2018 | 2019 | 2020 | 2021 | 2022 |